# Monanus crenatus
Monanus crenatus är en skalbaggsart som beskrevs av Sharp 1879. Monanus crenatus ingår i släktet Monanus och familjen smalplattbaggar. Inga underarter finns listade i Catalogue of Life.